# Q-JOY
Q-JOY（キュージョイ）は、バンダイベンダー事業部から発売されている箱型トレーディングフィギュアのブランド名である。

## コンセプト
人気イラストレーターいとうのいぢのデザインしたキャラクター等をアクションフィギュア化するというコンセプトで、発売前から第3弾まで企画され新ブランドの立ち上げを強く意識している事がわかる。現在発売されているラインナップは第1弾が「涼宮ハルヒの憂鬱」、第2弾「シャナ&ななついろセレクション」、第3弾に「らき☆すた」となっている。第1弾の販売こそトラブルで発売延期があったものの第2弾以降は予定通り発売され、バンダイの確かな生産力に裏付けされた製品であることが窺える。ブラインド販売で定価は840円とやや高額。第1弾キャッチフレーズは「あたしね、関節って結構重要なことだと思うのよね」。第2弾にはキャッチフレーズがなかったが、再び第3弾で「可動はステータスだ」というモチーフ作品である「らき☆すた」の作品中に登場する台詞をもじったキャッチフレーズが採用された。

### 関節と造型について
本製品は、全高13cmでありながら13箇所の関節を持つフルアクション仕様である。関節パーツはいわゆるボールジョイントではなく一軸可動の球状ジョイントを採用している。このジョイントには6個所のダボを有し、簡易クリック構造となっている。更にジョイント軸部分は2段絞り構造になっている。これらの構造は過去に同社が保有していた「ジョイントモデル」シリーズなどのノウハウを用いており、また手首（と手首と取り替えるパーツ）のみ、関節パーツの片側のみを使用している。ジョイントの保持力は高く、可動範囲も一般的な可動フィギュアよりも広い。